# Frederick H. Mueller
Frederick Henry Mueller, född 22 november 1893 i Grand Rapids, Michigan, död 31 augusti 1976 i Grand Rapids, Michigan, var en amerikansk republikansk politiker. Han tjänstgjorde som USA:s handelsminister 1959-1961.
Mueller avlade 1914 sin kandidatexamen i maskinteknik vid Michigan State University. Han anställdes av familjeföretaget som tillverkade möbler. Han efterträdde 1923 sin far som företagets verkställande direktör.
USA:s president Dwight D. Eisenhower utnämnde 1959 Mueller till handelsminister. Han skötte ämbetet fram till slutet av Eisenhowers andra mandatperiod som president. Han deltog i republikanernas partikonvent inför presidentvalet i USA 1960.
Mueller var frimurare. Hans grav finns på begravningsplatsen Graceland Mausoleum i Grand Rapids.